# Kotwica

Modèle de la Kotwica.

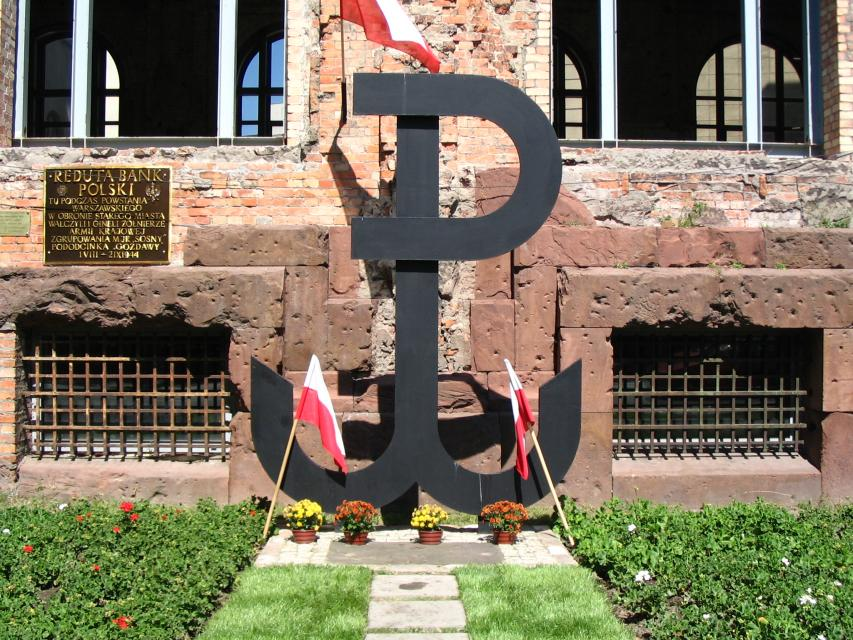
Kotwica sur un monument dédié aux héros de l'Insurrection de Varsovie.

La Kotwica (mot polonais signifiant « ancre ») était l'emblème de l'État polonais clandestin et de l'Armia Krajowa (Armée de l'Intérieur, plus souvent appelée AK) pendant la Seconde Guerre mondiale. Créée par les scouts des Szare Szeregi, elle fut aussi utilisée comme un signe de résistance anti-communiste sous le régime de la Pologne socialiste.

## Origine
Le signe de la Kotwica a été créé en 1942 par des membres de l'unité de « Petit Sabotage » Wawer de l'AK comme un emblème facilement utilisable dans la lutte polonaise pour regagner l'indépendance du pays. La signification première des initiales « PW » était « Pomścimy Wawer » (« Nous vengerons Wawer »). Le massacre de Wawer fut l'un des premiers massacres à grande échelle de civils polonais par l'Allemagne nazie dans la Pologne occupée. Dans les premiers temps, les scouts polonais des groupes de sabotage peignaient la phrase complète sur les murs. Cependant, la phrase fut bientôt raccourcie aux deux lettres, P et W, à cause des contraintes de temps.
Les initiales P et W évoluèrent en une Kotwica (ancre) - une combinaison des deux lettres qui étaient faciles et rapides à reproduire. La Kotwica commença à signifier davantage que son abréviation d'origine, elle pouvait aussi prendre pour sens Polska Walcząca (pl) (« Pologne combattante »), Wojsko Polskie (« Armée polonaise ») et Powstanie Warszawskie (« Insurrection de Varsovie »). Finalement, la Kotwica est devenue un symbole patriotique de défi contre les occupants et était peinte en graffiti sur les murs des bâtiments.

## Utilisation
La Kotwica fut d'abord peinte sur des murs de Varsovie, comme une arme psychologique utilisée contre les occupants allemands, par les scouts polonais à partir du 20 mars 1942. Une nouvelle tradition naissait le 27 juin 1942 : pour fêter le saint patron du président polonais Władysław Raczkiewicz et du Commandant en chef Władysław Sikorski, les membres de l'Armia Krajowa tamponnèrent plusieurs centaines de copies du journal de propagande financé par l'Allemagne, le Nowy Kurier Warszawski (Le Nouveau Courrier de Varsovie), avec la Kotwica. La première année, seulement 500 exemplaires furent diffusées mais ce nombre augmenta à 7000 l'année suivante.
Le 18 février 1943, le général Stefan Rowecki, commandant de l'Armia Krajowa, donna ordre que toutes les actions de sabotage, partisanes et terroristes soient signées de la Kotwica. Le 25 février, l'organe officiel de l'AK, le Biuletyn Informacyjny (en), appelle la Kotwica « le signe de l'Armée polonaise clandestine ». Bientôt le symbole gagna une popularité énorme et devint reconnaissable pour beaucoup de Polonais. Durant les dernières étapes de la guerre, la plupart des organisations politiques et militaires en Pologne (même celles qui n'étaient pas liées à l'Armia Krajowa) l'adoptèrent comme leur symbole. Elle était peinte sur les murs des villes polonaises, tamponnée sur les billets de banque et les timbres allemands, imprimée sur les rubriques des journaux et des livres clandestins, et elle devint l'un des symboles de l'Insurrection de Varsovie.
Après la Deuxième Guerre mondiale, les autorités communistes de la Pologne bannirent la Kotwica. Utilisée par beaucoup d'associations fondées par des membres en exil de l'ancienne Armia Krajowa, elle fut strictement interdite en Pologne. Alors que la mainmise communiste s'affaiblissait, le symbole ne fut plus censuré et, en 1976, la Kotwica devint l'un des symboles du Mouvement pour la défense des droits de l'homme et du citoyen (pl) (ROPCiO), une organisation anti-communiste défendant les droits de l'homme en Pologne. Plus tard elle fut aussi adoptée par plusieurs autres organisations politiques anti-communistes, partant des militants nationalistes de la Konfederacja Polski Niepodległej (pl) (KPN) de Leszek Moczulski (pl) à l'organisation Solidarność Walcząca (pl) (Solidarité combattante).

## Images

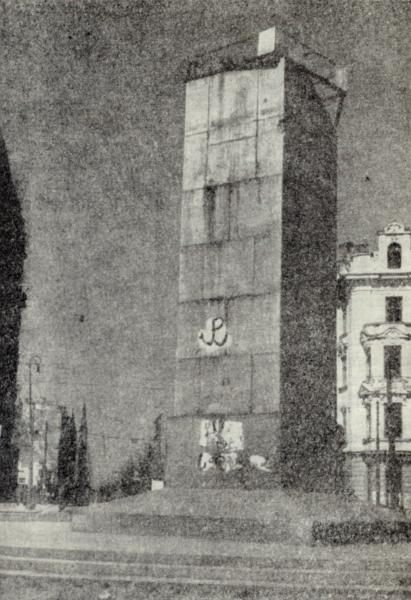
Un monument de Varsovie portant en graffiti une Kotwica peinte par Jan Bytnar, un membre des Szare Szeregi.
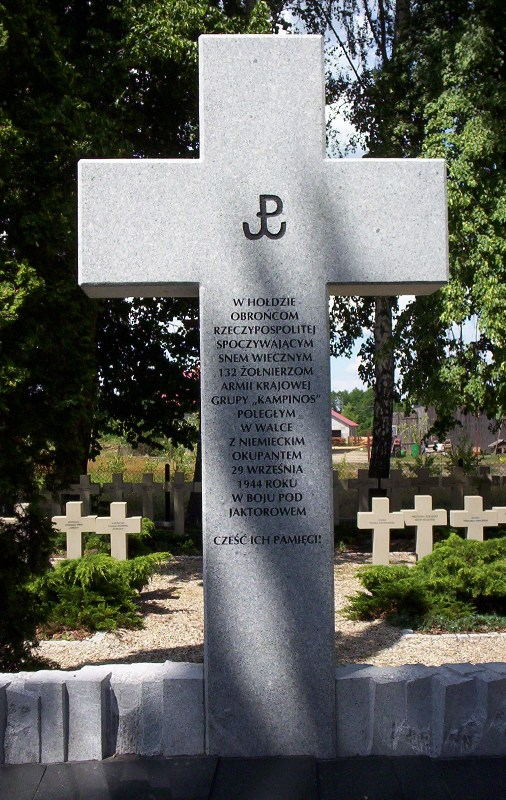
Monument formé d'une croix dotée d'une Kotwica dans un cimetière de l'Armia Krajowa à Budy Zosiny. Il célèbre le souvenir des hommes du Grupa Kampinos (Groupe Kampinos) qui se dirigeaient vers les montagnes de Świętokrzyskie le 29 septembre 1944 et furent interceptés et encerclés à Jaktorów par les Allemands.
Drapeau non officiel de l'Armia Krajowa et de l’État polonais clandestin : le drapeau polonais blasonné d'une Kotwica.
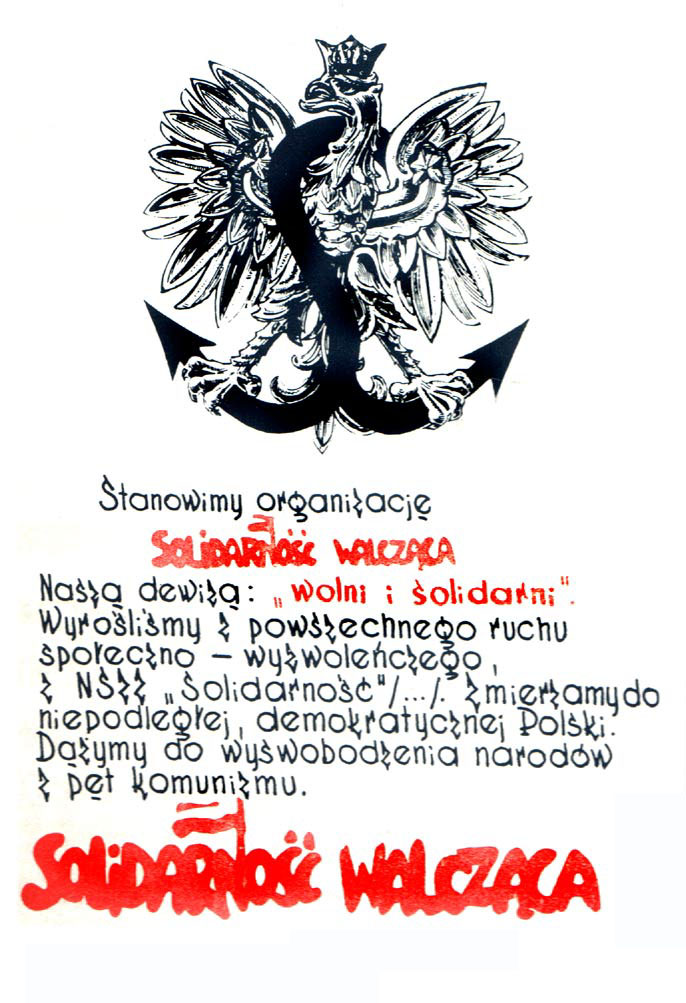
Kotwica déclinée et incorporée au logo de Solidarność Walcząca (pl).
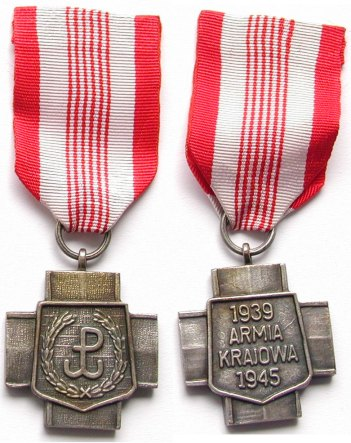
Kotwica sur la Croix de l'Armia Krajowa.
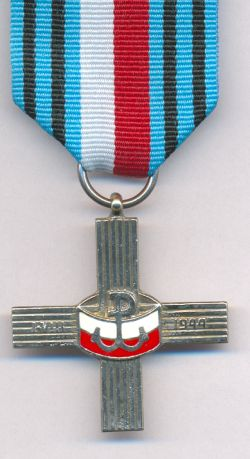
Kotwica sur la Croix du combattant de l'Insurrection de Varsovie (pl).

## Pour plus d'information
Cet article est la traduction de l'article anglais de Wikipédia intitulé Kotwica.
- Lesław J. Welker Symbolika znaków Polski Walczącej, éditeur Adam Marszałek  (ISBN 83-7174-498-6, 83-7322-090-9 et 978-83-7322-090-4)
- Jan Bijata, Wawer, Książka i Wiedza, Varsovie 1973